# Joel Sweeney

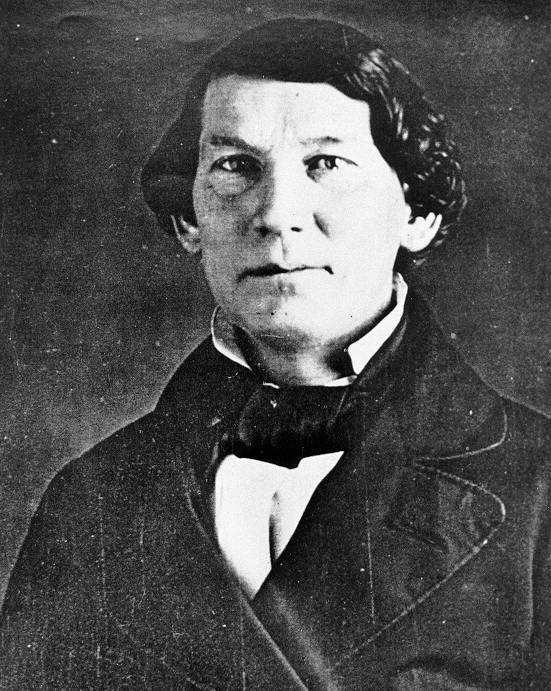
Joel Sweeney

Joel Walker Sweeney (* 1810; † 29. Oktober 1860 in Appomattox), auch bekannt als Joe Sweeney, war ein amerikanischer Musiker und Vertreter des frühen Blackface-Minstrel-Shows-Genres. Er ist dafür bekannt, dass er das Banjospiel populär gemacht hat, und ist der erste Banjospieler, von dem Bühnenauftritte bekannt sind. Zugleich der erste dokumentarisch nachgewiesene Banjospieler mit weißer Hautfarbe und ihm wird oft zugeschrieben, dass er die Entwicklung des modernen fünfsaitigen Banjos vorangetrieben hat.

## Leben und Karriere
Geboren in eine Familie aus Buckingham County (jetzt Appomattox in Virginia), hat Sweeney nach eigenen Angaben das Banjospiel von ortsansässigen Afroamerikanern gelernt. Neben seiner Rolle bei der Popularisierung dieses Instruments wird ihm oft der Bau des modernen fünfsaitigen Banjos zugeschrieben. Während zuvor die Resonanzkammer des Instruments aus einem Flaschenkürbis (wie bei den afrikanischen Vorläufern des Banjos und verwandten Instrumenten) bestand, führte Sweeney eine trommelartige Resonanzkammer ein. Der Legende nach soll er dafür eine Käseschachtel verwendet haben. Ihm wird darüber hinaus die Einführung einer fünften Banjosaite zugeschrieben. Allerdings sind keine Belege dafür bekannt, dass diese Erfindungen tatsächlich von Sweeney eingeführt wurden; eine hochgestimmte, Daumen- oder Bordun-Saite (beim modernen Banjo die fünfte) ist bereits auf Instrumenten aus dem 18. Jahrhundert und auf Abbildungen aus der Zeit vor Sweeney zu sehen.
Bis zu den 1830er Jahren wurde das Banjo ausschließlich von Afroamerikanern gespielt. Einige Musiker traten gegen Mitte der Dekade mit Musikstücken im „Louisiana Banjou style“ auf, setzen dabei jedoch eine Violine ein. 1839 trat Sweeney in mehreren Blackface-Minstrel Gruppen in New York auf. Der früheste dokumentierte Auftritt, bei dem er auf der Bühne Banjo spielte, war im April 1839. Im selben Monat spielte er an der Seite von James Sanford beim Broadway Circus in New York City mit einer Blackface-Burleske The Dying Moor’s Defence of His Flag namens „Novel Duetts, Songs, &c“. Dieser Auftritt wurde von einem „Comic Border Morris by the whole company“ (einem komischen Border-Morris-Tanz) begleitet. Nach Billy Whitlock von den Virginia Minstrels, gab Sweeney diesem einige Banjo-Stunden.
Ab 1841 popularisierte Sweeney das Banjo als Musikinstrument für die Mittelklasse. In seinen Anzeigen wurde die „wissenschaftlich fundierte Perfektion“ gepriesen, mit der er das Instrument spiele.  „Nur die, die Sweeny gehört haben, wissen, welche Musik im Banjo steckt.“ behauptete eine andere. Für einige Jahre setzte Sweeneys Spiel den Standard, an dem andere Spieler gemessen wurden. Nach einem Auftritt von Dan Emmett im Bowery Amphitheatre Circus schrieb der New York Herald „Emmit’s [sic] Banjospiel kann sich an dem Jo [sic] Sweeney's messen lassen und übertrifft das anderer Banjospieler aus den Vereinigten Staaten bei weitem.“ Jenny Get Your Hoe Cake Done und Knock a Nigger Down wurden zwei von Sweeney's Signaturstücken.
Mit Einsetzen seines Erfolgs 1843 brach Sweeney zu einer Tour durch Europa mit Auftritten in London und Edinburgh auf. Im Juli des Jahres spielte Sweeney während des Vorhangs (entr'acte) im Adelphi Theatre in Edinburgh. Dort lernte ihn Frank Brower, Mitglied der Virginia Minstrels, kennen und spielte während seines Auftritts die Brettchenklapper (engl. Bones). Danach tourten sie gemeinsam und traten im Oktober im Theatre Royal in Birmingham und später im selben Monat in einem Zirkus in Leicester auf. Brower trennte sich für eine Weile von Sweeney, um mit Dan Emmett aufzutreten, bis er dann im Frühjahr wieder gemeinsam mit ihm auftrat.
Zu dieser Zeit traf sich Dick Pelham mit Sweeney und Brower, woraufhin sich das Trio entschloss, die Virginia Minstrels mit Sweeney als Banjospieler neu zu besetzen. Sie überredeten Emmett und überzeugten diesen davon, mitzumachen, obgleich Sweeney von nun an Bandleader sein sollte. Die neuen Virginia Minstrels traten im Theatre Royal in Dublin während des Hauptvorhangs zwischen dem 24. April und dem 7. Mai auf, anschließend bis Ende Mai sowohl als Entracte wie auch mit vollständiger Minstrelshow in Cork, Belfast und Glasgow auf. Es schlossen sich Shows im Adelphi Theatre in London und später in den Waterloo Rooms in Edinburgh, gefolgt von einem weiteren Auftritt diesmal in der Glasgow City Hall, an.
Joe Sweeneys starb 1860 in Appomattox; sein Grab kann im Appomattox Court House National Historical Park besichtigt werden.
Auch Joe Sweeney's jüngere Brüder Sampson ("Sam") und Richard ("Dick"), und seine Schwester Missouri waren talentierte Banjo- und Fiddlespieler.

## Songs, die Sweeney zugeschrieben werden oder von ihm aufgeführt wurden
- Jonny Boker
- Jim Along Josey
- Lynchburg Town
- Alabama Joe
- Jenny Get Your Hoecake Done
- Old Tar River

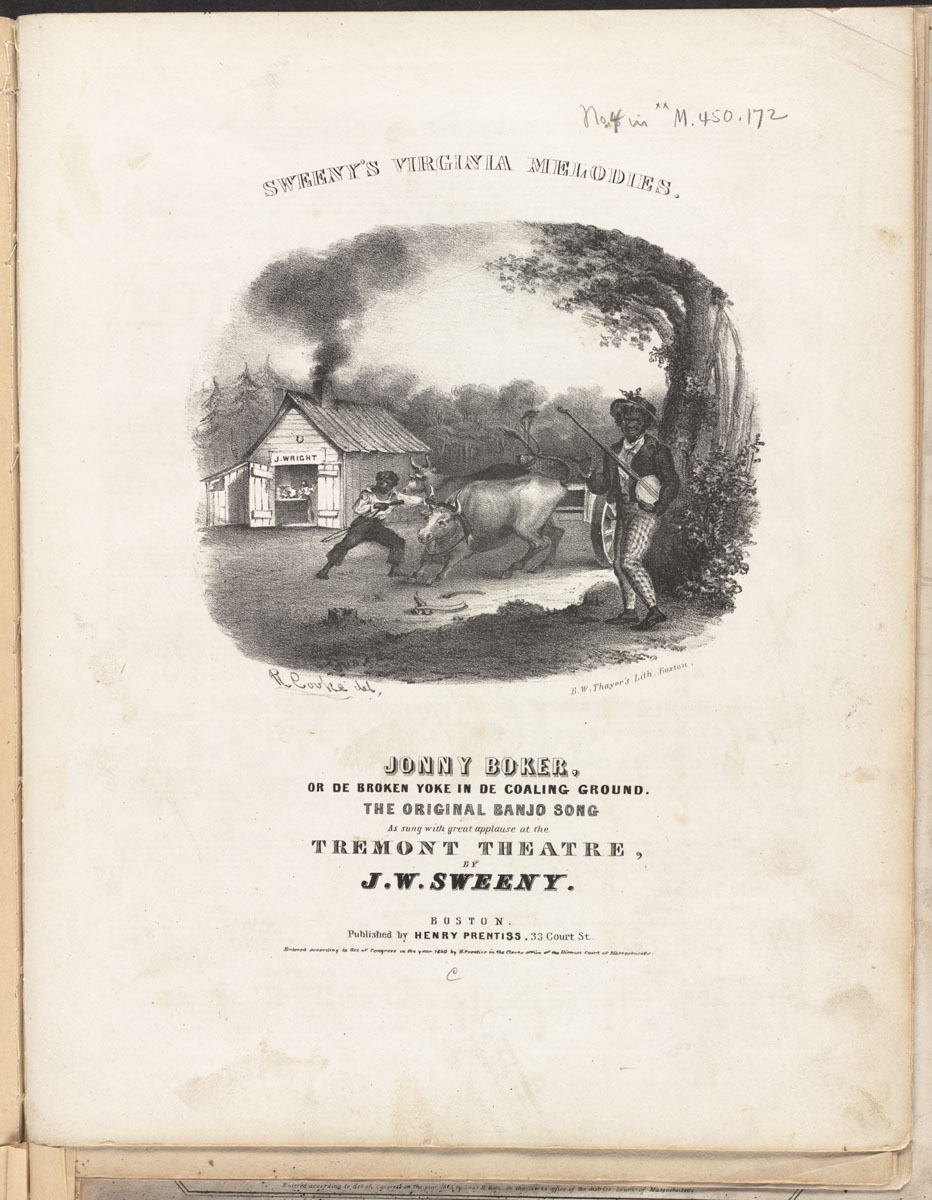
Sweeny's Virginia Melodies

- Where Did you Come From? (Knock a Nigger Down)
- Old Jim River (Mr. Brown)
- Lucy Long
- Ole Jaw Bone
- Ole Virginny Breakdown